# Al Inniss
Alvin B. Inniss, noto come Al Inniss (Harlem, 1936), è un ex cestista statunitense.

## Carriera
Afroamericano, venne selezionato al sesto giro del Draft NBA 1958 (40ª scelta assoluta) dai Minneapolis Lakers. Non giocò mai in NBA ma si trasferì in Italia alla Lanco Pesaro, divenendo il miglior marcatore del campionato 1958-1959, segnando 508 punti. Tornò poi negli Stati Uniti e militò in leghe minori.
La sua maglia numero 19 è stata ritirata dal St. Francis College nel 2020.

## Statistiche
Statistiche aggiornate al 1º gennaio 2009
| Stagione        | Squadra      | Competizione | Partite | Partite | Partite | Statistiche tiro | Statistiche tiro | Statistiche tiro | Altre statistiche | Altre statistiche | Altre statistiche | Altre statistiche | Altre statistiche |
| Stagione        | Squadra      | Competizione | Pres.   | Titol.  | Minuti  | Tiri da 2        | Tiri da 3        | Liberi           | Rimb.             | Assist            | Rubate            | Stopp.            | Punti             |
| --------------- | ------------ | ------------ | ------- | ------- | ------- | ---------------- | ---------------- | ---------------- | ----------------- | ----------------- | ----------------- | ----------------- | ----------------- |
| 1958-1959       | Lanco Pesaro | Elette       |         |         |         |                  |                  |                  |                   |                   |                   |                   | 508               |
| Totale carriera |              |              |         |         |         |                  |                  |                  |                   |                   |                   |                   |                   |